# Joseph Chusak Sirisut
Joseph Chusak Sirisut (Bang Nok Kwek, 24 febbraio 1956) è un vescovo cattolico thailandese.

## Biografia
Joseph Chasuk Sirisut è nato il 24 febbraio 1956 a Bang Nok Kwek, provincia di Samut Songkhram e diocesi di Ratchaburi, in Thailandia; proviene da una famiglia cattolica. Era il settimo dei nove figli di Manit Sirisuth e Sawat Sirisuth e ha tre fratelli e cinque sorelle. È stato battezzato nella cattedrale della Natività della Vergine Maria a Ratchaburi.

### Formazione e ministero sacerdotale
Ha compiuto gli studi primari nel suo villaggio natale per poi formarsi al seminario maggiore di Sampran. Nel 1973 si è diplomato alla Daruna Ratchaburi School. Ha conseguito la laurea in arti liberali, filosofia e religione al Saengtham College di Sampran nel 1979; la laurea in teologia al Saengtham College nel 1982; il Bachelor of Arts in amministrazione scolastica presso la Sukhothai Thammathirat Open University di Muang Thong Thani, Pak Kret, nel 1985; il Master of Theology presso la Maryknoll School of Theology di New York nel 1990 e la laurea nel programma di amministrazione dell'istruzione presso l'Università Srinakharinwirot di Prasarnmit nel 1996.
Ha ricevuto l'ordinazione sacerdotale l'11 maggio 1984, nel seminario "San Giuseppe" a Sampran, per imposizione delle mani di papa Giovanni Paolo II, in visita nel paese; si è incardinato, ventottenne, come presbitero della diocesi di Ratchaburi. In seguito è stato preside della Scuola Daruna dal 1984 al 1985; amministratore e direttore dell'Istituto di Ratchaburi nel 1986; parroco e preside della scuola parrocchiale, prima a Kanchanaburi e poi a Ratchaburi, tra il 1987 e il 1994; vicario parrocchiale della parrocchia di San Girolamo a Samutsongkram dal 1995 al 1996; segretario della commissione episcopale per il dialogo inter-religioso e le relazioni culturali dal 1995 al 2000; presidente della sottocommissione per l'introduzione della cultura nella liturgia dal 1996 al 2000 ed economo e cancelliere vescovile dal 1997 al 2000. Nel 2000 è stato inviato nelle Filippine per studi. Ha ottenuto il Master of Arts e nel 2004 la licenza in teologia presso l'Università di San Tommaso a Manila. Tornato in patria ha prestato servizio come professore presso il seminario maggiore "San Giuseppe" a Sampran e direttore del Centro di Ricerca Culturale e Religiosa della stessa città dal 2004.

### Ministero episcopale
Il 30 novembre 2006 papa Benedetto XVI lo ha nominato, cinquantenne, 3º vescovo di Nakhon Ratchasima; è succeduto al settantasettenne monsignor Joachim Phayao Manisap, dimissionario per raggiunti limiti d'età dopo aver guidato la diocesi per quasi trent'anni. Ha ricevuto la consacrazione episcopale il 10 febbraio 2007, nella Cattedrale di Nostra Signora di Lourdes a Nakhon Ratchasima, per imposizione delle mani del suo predecessore, assistito dai co-consacranti monsignori Salvatore Pennacchio, arcivescovo titolare di Montemarano e nunzio apostolico in Thailandia, e George Yod Phimphisan, vescovo di Udon Thani; ha preso possesso della diocesi durante la stessa cerimonia.
Nell'ottobre 2009 è stato eletto segretario generale della Conferenza dei vescovi cattolici della Thailandia per un triennio, venendo riconfermato nel 2012 e nel 2015; ha terminato l'incarico nel 2018, quando gli è succeduto monsignor Francis Xavier Vira Arpondratana, vescovo di Chiang Mai. Il 1º 2021 è stato eletto presidente.
Nel maggio del 2008 e nel maggio del 2018 ha compiuto la visita ad limina.

## Genealogia episcopale
La genealogia episcopale è:
- Cardinale Scipione Rebiba
- Cardinale Giulio Antonio Santori
- Cardinale Girolamo Bernerio, O.P.
- Arcivescovo Galeazzo Sanvitale
- Cardinale Ludovico Ludovisi
- Cardinale Luigi Caetani
- Cardinale Ulderico Carpegna
- Cardinale Paluzzo Paluzzi Altieri degli Albertoni
- Papa Benedetto XIII
- Papa Benedetto XIV
- Cardinale Enrico Enriquez
- Arcivescovo Manuel Quintano Bonifaz
- Cardinale Buenaventura Córdoba Espinosa de la Cerda
- Cardinale Giuseppe Maria Doria Pamphilj
- Papa Pio VIII
- Papa Pio IX
- Cardinale Alessandro Franchi
- Cardinale Giovanni Simeoni
- Cardinale Antonio Agliardi
- Cardinale Basilio Pompilj
- Cardinale Adeodato Piazza, O.C.D.
- Cardinale Egidio Vagnozzi
- Arcivescovo John Jarlath Dooley, S.S.C.M.E.
- Vescovo Francis Xavier Sanguon Souvannasri
- Vescovo Lawrence Thienchai Samanchit
- Vescovo Joachim Phayao Manisap
- Vescovo Joseph Chusak Sirisut

## Araldica
| Stemma | Titolare                                           | Descrizione |
|        | Joseph Chusak Sirisut Vescovo di Nakhon Ratchasima | Lo stemma ecclesiastico è suddiviso in quattro parti. La stella nella parte in alto a destra simboleggia Santa Maria. Nella parte in alto a sinistra ci sono la Sacra Bibbia e l'Eucaristia. Nella parte in basso a destra c'è una colomba con un ramoscello d'olivo in bocca, il simbolo della pace. Nella parte in basso a sinistra c'è un fleur-de-lys, che è il simbolo di San Giuseppe. Il motto è Ad Gloriam Dei, espressione tratta dalla Prima lettera ai Corinzi e traducibile come «per la gloria di Dio». |